# Benny Dagan

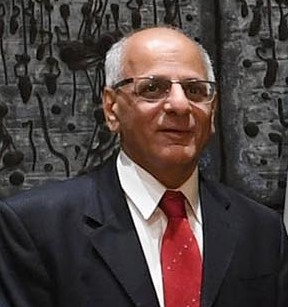
Benny Dagan (2018)

Benjamin „Benny“ Dagan (* 1957) ist ein israelischer Diplomat. Er war Botschafter seines Landes in Schweden und Dänemark.

## Leben
Dagan hat ein Studium in Geschichte des Nahen Ostens und Staatswissenschaft an der Hebräischen Universität Jerusalem mit dem Bachelor of Arts abgeschlossen. Er arbeitete zunächst in der Nachrichtendirektion für die arabische Radioabteilung der israelischen Rundfunkbehörde. Im Zentrum für politische Forschung des israelischen Außenministeriums war er für Fragen des Nahen Ostens zuständig. 1986 war er in Kairo, 1988 in Chicago und 1998 in Washington, D.C. auf Außenposten. Von 2008 bis 2012 war er Botschafter seines Landes in Schweden, womit er Eviatar Manor ablöste. Danach war er fünf Jahre im Außenministerium als Deputy General und Leiter des Zentrums für politische Forschung tätig. Von 2017 bis 2021 amtierte er als israelischer Botschafter in Dänemark.
Dagan ist verheiratet und hat drei Kinder.